# Restio miser
Restio miser là một loài thực vật có hoa trong họ Restionaceae. Loài này được Kunth miêu tả khoa học đầu tiên năm 1841.